# Intonazione (musica)
L'intonazione è una caratteristica fondamentale del suono, riguarda la sua altezza. 

## Definizione
Esprime la differenza tra la frequenza di un suono e quella di un suono di riferimento: è giusta se il suono emesso ha pari frequenza; è falsa, ossia stonata, quando il suono emesso ha frequenza leggermente più bassa (calante), o più alta (crescente) di quella scelta come riferimento.
La deviazione dell'intonazione di strumenti musicali rispetto a determinate frequenze standard di scale musicali (es. 440 Hz per la nota LA in ottava centrale nel temperamento equabile) si misura con opportuni strumenti detti accordatori oppure prestando attenzione al fenomeno dei battimenti.

## Strumenti a fiato
L'intonazione degli strumenti a fiato dipende da molti fattori.
Dallo strumentista dipendono la tecnica di imboccatura, di respirazione e di produzione del suono, oltre all'acquisto di strumenti ed imboccature di buona fattura. Meno controllabili sono la temperatura e la percentuale di anidride carbonica del fiato.
Dall'ambiente in cui si suona e dalla musica eseguita dipendono altri parametri, quali la temperatura e l'umidità, la differenza di temperatura tra la parte iniziale dello strumento (influenzata dalla temperatura del fiato) e quella finale (più sensibile alla temperatura dell'ambiente), le variazioni di dinamica richieste (piano o forte, crescendi).
Per ottenere un'esecuzione intonata intervenendo sullo strumento, si modifica di qualche millimetro la lunghezza del tubo sonoro, allungando o accorciando il tubo stesso all'altezza dell'imboccatura o di un'apposita sezione di tubo estraibile.
Il più comune problema di intonazione è legato al fatto che questa cresce con l'aumentare della temperatura dell'aria contenuta nella colonna, e quindi lo strumento tende ad avere un'intonazione più alta man mano che si suona. Questo fenomeno viene compensato dal musicista scaldando opportunamente lo strumento (suonandolo) prima di accordare e di esibirsi, oppure allungando progressivamente il tubo durante l'esibizione.
Nella prima metà del XX secolo, alcune aziende credettero di aiutare a risolvere questi problemi con l'adozione di microtuner meccanici, in cui la lunghezza della colonna d'aria veniva modificata ruotando una vite (con un movimento quindi più omogeneo e facilmente controllabile rispetto all'estrazione in senso longitudinale di una porzione di tubo).
Resta inteso che lo strumentista con un orecchio ben educato è in grado di aggiustare l'intonazione di ogni suono in entrambe le direzioni solo con l'ausilio di modifiche nell'imboccatura e/o grazie all'uso di apposite posizioni correttive delle chiavi o dei pistoni.

## Strumenti a corda
Le corde vuote (ovvero vibranti per tutta la loro lunghezza) vengono intonate agendo su apposite meccaniche e modificando la loro tensione. Questa, assieme alla lunghezza ed allo spessore della corda, determina la frequenza di vibrazione.
Quando il musicista preme sulla corda per modificarne la lunghezza e quindi l'altezza del suono prodotto, automaticamente ne aumenta anche la tensione: quindi, tutte le note tastate suoneranno tendenzialmente crescenti. Negli archi è l'orecchio del musicista a correggere questo fenomeno spostando leggermente il dito. Nel caso di strumenti dotati di tasti (come chitarra e mandolino) viene risolto in fase di progettazione angolando leggermente il ponte, cioè il punto in cui le corde entrano in contatto con la cassa armonica. In questo modo le note tastate risultano tutte crescenti in ugual misura. Mollando allora la tensione della corda si ottiene la intonazione di tutte le note tastate.
A questo punto però il suono delle corda vuota risulterà più basso rispetto alle corde tastate. Per la sua intonazione occorrerà quindi accorciare leggermente la corda vuota spostando (sempre in fase di progettazione) il capotasto verso il primo tasto, alzando così il suo suono.
Per ottenere una giusta intonazione degli strumenti a corda con tasti (dando per scontato che i tasti siano posizionati correttamente), occorrono quindi due compensazioni, sia al ponte sia al capotasto.

## Strumenti elettronici
Nel caso dei sintetizzatori, dove il suono viene prodotto grazie a circuiti elettronici ed è indipendente da variabili acustiche e umane, è possibile ottenere un'intonazione molto precisa. Di norma questi strumenti prevedono la possibilità di suonare con intonazioni differenti dal temperamento equabile (standard ormai affermato a livello planetario) tramite dispositivi di controllo microtonale detti microtuner, sia sotto forma di "preset" (schemi di accordatura predeterminati in base a modelli storici), sia agendo indipendentemente su ogni singolo suono.
Il grande problema d'intonazione dei Moog è dovuto alla legge logaritmica delle giunzioni PN, meglio nota come Legge di Ebers-Moll, in cui compare la variabile temperatura, purtroppo non compensata da sistemi adeguati

## Intonazione delle scale
Si parla di intonazione anche in riferimento alle singole note delle scale musicali. All'interno del temperamento equabile tutte le 12 note dell'ottava sono equidistanti (un semitono temperato), ma in altri sistemi musicali (principalmente modali) le note della scala formano, rispetto alla tonica, intervalli che non combaciano con quelli del temperamento equabile, e la loro corretta intonazione viene giudicata unicamente in base all'orecchio del musicista e dell'ascoltatore.
Ad esempio nella musica indiana le note assumono diverse sfumature di intonazione, che le rendono espressivamente molto diverse, a seconda del contesto in cui sono usate, anche se un orecchio abituato unicamente al temperamento equabile fatica inizialmente a percepire queste differenze.

## Altri significati
Più raramente per intonazione si intende l'inflessione generale con cui si esegue il brano.
Nel XVI secolo, e anche in seguito, il termine indicò un breve preludio strumentale, per lo più organistico, che serviva di introduzione a un brano vocale sacro.